# Македонија Секунда
Македонија Секунда или Македонија Друга (лат. Macedonia Secunda), била је римска провинција, која је настала издвајањем северних области из састава првобитне провинције Македоније, чији је преостали (јужни) део након те поделе постао познат под називом Македонија Прима или Македонија Прва (лат. Macedonia Prima). Процес провинцијске реорганизације започео је већ крајем 4. века, када је из састава јединствене провинције Македоније издвојена нова провинција Македонија Салутарис (лат. Macedonia Salutaris). То решење није потрајало и укинуто је већ почетком 5. века. Нешто касније, током друге половине 5. века, дошло је до нове поделе Македоније на Прву и Другу, а то решење је потрајало све до средине 6. века, када је извршено поновно спајање. Гравни град провинције били су Стоби (код данашњег Велеса).

## Историја
Провинција је названа „Другом” Македонијом због тога што је обухватала споредне (секундарне) области дотадашње римске Македоније, док је суседна (јужна) провинција названа „Првом” Македонијом због тога што је обухватала изворне (примарне) области античке Македоније. У склопу поделе позног Римског царства на веће управне области (дијецезе), провинција Македонија Секунда је од свог оснивања припадала дијецези Македонији, која се налазила у саставу преторијанске префектуре Илирика.
За време владавине цара Јустинијана I (527–565) створена је нова Архиепископија Јустинијана Прима, са седиштем у истоименом граду (локалитет Царичин град код данашњег Лебана у Србији), а тој архиепископији је већ приликом оснивања (535) била додељена и црквена надлежност над Другом Македонијом. То решење је потрајало свега десетак година, пошто је је Македонија Секунда накнадно (545) враћена под јурисдикцију солунског архиепископа.
Средином 6. века, извршено је поновно обједињавање две македонске покрајине, након чега је поново постојала само једна (византијска) провинција Македонија, у коју су већ у то време почели да упадају Словени, а потом и Авари.